# Ak-Ene Corona
L'Ak-Ene Corona è una struttura geologica della superficie di Venere.